# Morimoto Tsuru
Morimoto Tsuru (森本 鶴, sinh ngày 9 tháng 11 năm 1970) là một cựu cầu thủ bóng đá nữ người Nhật Bản.

## Đội tuyển bóng đá nữ quốc gia Nhật Bản
Morimoto Tsuru thi đấu cho đội tuyển bóng đá nữ quốc gia Nhật Bản từ năm 1994 đến 1995.

## Thống kê sự nghiệp
| Nhật Bản  | Nhật Bản | Nhật Bản |
| Năm       | Trận     | Bàn      |
| --------- | -------- | -------- |
| 1994      | 4        | 1        |
| 1995      | 1        | 0        |
| Tổng cộng | 5        | 1        |